# Селайнвілл (Огайо)
Селайнвілл (англ. Salineville) — селище (англ. village) в США, в окрузі Коламбіана штату Огайо. Населення — 1206 осіб (2020).

## Географія
Селайнвілл розташований за координатами 40°37′15″ пн. ш. 80°50′4″ зх. д. / 40.62083° пн. ш. 80.83444° зх. д. (40.620721, -80.834429).  За даними Бюро перепису населення США в 2010 році селище мало площу 5,72 км², уся площа — суходіл.

## Демографія
Згідно з переписом 2010 року, у селищі мешкало 1311 особа в 518 домогосподарствах у складі 346 родин. Густота населення становила 229 осіб/км².  Було 591 помешкання (103/км²).
Расовий склад населення:
| - 97,1 % — білих - 1,4 % — чорних або афроамериканців - 0,2 % — корінних американців - 0,1 % — азіатів |

До двох чи більше рас належало 1,3 %. Частка іспаномовних становила 0,4 % від усіх жителів.
За віковим діапазоном населення розподілялося таким чином: 27,8 % — особи молодші 18 років, 58,2 % — особи у віці 18—64 років, 14,0 % — особи у віці 65 років та старші. Медіана віку мешканця становила 36,5 року. На 100 осіб жіночої статі у селищі припадало 91,7 чоловіків;  на 100 жінок у віці від 18 років та старших — 91,7 чоловіків також старших 18 років.
Середній дохід на одне домашнє господарство  становив 38 521 долар США (медіана — 31 705), а середній дохід на одну сім'ю — 42 758 доларів (медіана — 37 991). Медіана доходів становила 30 966 доларів для чоловіків та 23 846 доларів для жінок. За межею бідності перебувало 29,2 % осіб, у тому числі 51,3 % дітей у віці до 18 років та 9,9 % осіб у віці 65 років та старших.
Цивільне працевлаштоване населення становило 430 осіб. Основні галузі зайнятості: освіта, охорона здоров'я та соціальна допомога — 25,3 %, виробництво — 23,5 %, роздрібна торгівля — 16,0 %, транспорт — 9,1 %.